# Llista de cardenals actuals
Els cardenals són els membres del clergat de més rang dins l'Església catòlica. Com a membres titulars del clergat de la diòcesi de Roma, serveixen com a consellers del papa, que és el bisbe de Roma. Normalment, són bisbes ordenats i en general tenen funcions importants dins de l'església, com ara dirigir arxidiòcesis destacades o dirigir dicasteris dins de la cúria romana. Els cardenals són creats en consistoris pel papa, i un dels seus deures principals és l'elecció d'un nou papa quan la Santa Seu estigui vacant (seu vacant), després de la mort o renúncia d'un papa. El conjunt de tots els cardenals es coneix col·lectivament com el Col·legi de Cardenals.
Segons la llei eclesiàstica, tal com la defineix la constitució apostòlica Universi Dominici gregis, només els cardenals que no tinguin més de 80 anys el dia en què la Santa Seu esdevingui vacant poden participar en un conclave papal per escollir un nou papa. La mateixa constitució apostòlica especifica que no poden participar més de 120 cardenals en un conclave, però no preveu que hi hagi més de 120 cardenals electors elegibles, un nombre que sovint s'ha superat. Els cardenals es poden crear in pectore ('al pit'), en aquest cas el papa no revela la seva identitat; no tenen dret als privilegis d'un cardenal fins que els seus noms no siguin publicats pel papa. Les creacions d'aquests cardenals els noms dels quals no s'hagin revelat abans de la mort o la renúncia del Papa caduquen automàticament.
A 22 de gener de 2025 hi ha 252 cardenals, 138 dels quals són cardenals electors. El consistori més recent per a la creació de cardenals es va celebrar el dia 7 de desembre de 2024, quan el papa Francesc va crear 21 cardenals, inclosos 20 cardenals electors. Christoph Schönborn ha estat el darrer cardenal que ha deixat de ser elector en complir 80 anys, el 22 gener de 2025; Fernando Vérgez Alzaga serà el pròxim cardenal elector en complir 80 anys, el dia 1 març de 2025. La mort més recent d'un cardenal va ser la d'Angelo Amato el 31 Desembre de 2024, a l'edat de 86 anys.

## Llista dels cardenals
El Col·legi de Cardenals es divideix en tres ordres, amb precedència formal en la següent seqüència:
1. Cardenals bisbes de l'ordre episcopal (CB): els sis cardenals als quals el papa assigna els títols de les set diòcesis suburbicàries a les proximitats de Roma, més uns quants cardenals que han estat excepcionalment integrats en l'orde,[8][9] així com els patriarques que encapçalen una de les Esglésies catòliques orientals.[10][11] Els dos cardenals bisbes de més rang, que són elegits pels cardenals bisbes entre ells (excloent els patriarques catòlics orientals) i aprovats pel papa, són el degà i el vicedegà,[1] el febrer del 2025 Giovanni Battista Re i Leonardo Sandri, respectivament; entre els cardenals electors, el cardenal bisbe major és Pietro Parolin.
2. Cardenals sacerdots de l'ordre presbiterial (CP): bisbes que solen estar a càrrec de les diòcesis d'arreu del món, així com antics cardenals diaques que han optat per ser elevats a l'orde.[12] El cardenal sacerdot de més rang és el protosacerdot del Col·legi de cardenals, el febrer del 2025 Michael Michai Kitbunchu; entre els cardenals electors, el cardenal capellà major és Vinko Puljić.
3. Cardenals diaques de l'ordre diaconal (CD) : bisbes que treballen a la cúria romana o al servei diplomàtic de la Santa Seu, i tots els altres clergues, inclosos els sacerdots als quals s'ha concedit una dispensa de no ser consagrat bisbe. Tenen l'opció ( llatí: optatio) d'optar per convertir-se en cardenals sacerdots després d'haver estat cardenals diaques durant deu anys.[1][13] El cardenal diaca de mes rang és el protodiaca, el febrer del 2025 Dominique Mamberti; també és el cardenal diaca major entre els cardenals electors. El cardenal diaca menor entre els electors és George Koovakad.

Per als cardenals bisbes (excloent els patriarques catòlics orientals), el degà és el primus inter pares, seguit del vicedegà i després, per ordre de nomenament com a cardinals bisbes, per la resta. Per als cardenals bisbes que són patriarques catòlics orientals, per als cardenals sacerdots i per als cardenals diaques, la precedència està determinada per la data del consistori en què van ser creats cardenals i posteriorment per l'ordre en què van aparèixer a l'anunci o butlletí oficial.
Tots els cardenals enumerats són membres de l'Església llatina tret que s'indiqui el contrari. Els cardenals pertanyents als instituts de vida consagrada o a les societats de vida apostòlica són indicats per les cartes postnominals corresponents. Els cardenals responsables de les diòcesis es classifiquen segons el país on es troba la seva diòcesi, encara que poden ser ciutadans d'un país diferent.
| Nom                                        | País                            | Títol                                                                                  | Funció | Data de naixement | Consistori de creació |
| ------------------------------------------ | ------------------------------- | -------------------------------------------------------------------------------------- | --- | ----------------- | --------------------- |
| Giorgio Marengo                            | Mongòlia                        | Cardenal prevere                                                                       | Prefecte apostòlic d'Ulaanbaatar                                                                                         | 07/06/1974        | 27/08/2022            |
| Virgílio do Carmo da Silva                 | East Timor                      | Cardenal prevere                                                                       | Arquebisbe de Díli | 27/09/1967        | 27/08/2022            |
| Paulo Cezar Costa                          | Brasil                          | Cardenal prevere                                                                       | Arquebisbe de Brasília                                                                                                   | 27/07/1967        | 27/08/2022            |
| Dieudonné Nzapalainga, C.S.Sp.             | República Centreafricana        | Cardenal prevere de Sant'Andrea della Valle                                            | Arquebisbe de Bangui | 14/03/1967        | 19/11/2016            |
| José Tolentino Mendonça                    | Portugal                        | Cardenal diaca de Santi Domenico e Sisto                                               | Arxivista i Bibliotecari de la Santa Església romana                                                                     | 15/12/1965        | 05/10/2019            |
| Mauro Gambetti                             | Itàlia                          | Cardenal diaca                                                                         | Vicari general de la Ciutat del Vaticà, arxiprest de la Basílica de Sant Pere i President de la Fàbrica de Sant Pere     | 27/10/1965        | 28/11/2020            |
| Augusto Paolo Lojudice                     | Itàlia                          | Cardenal prevere                                                                       | Arquebisbe de Siena | 01/06/1964        | 28/11/2020            |
| Konrad Krajewski                           | Polònia                         | Cardenal diaca de Santa Maria Immacolata all'Esquilino                                 | Almoiner de Sa Santedat                                                                                                  | 25/11/1963        | 28/06/2018            |
| Peter Okpaleke                             | Nigèria                         | Cardenal prevere                                                                       | Bisbe de Ekwulobia | 01/03/1963        | 27/08/2022            |
| Soane Patita Paini Mafi                    | Tonga                           | Cardenal prevere de Santa Paola Romana                                                 | Bisbe de Tonga | 19/12/1961        | 14/02/2015            |
| Anthony Poola                              | India                           | Cardenal prevere                                                                       | Arquebisbe de Hydeabad                                                                                                   | 15/11/1961        | 27/08/2022            |
| Fridolin Ambongo Besungu, O.F.M. Cap.      | República Democràtica del Congo | Cardenal prevere de San Gabriele Arcangelo all'Acqua Traversa                          | Arquebisbe de Kinshasa                                                                                                   | 24/01/1960        | 05/10/2019            |
| Sérgio da Rocha                            | Brasil                          | Cardenal prevere de Santa Croce in Via Flaminia                                        | Arquebisbe de Brasilia                                                                                                   | 21/10/1959        | 19/11/2016            |
| Daniel Fernando Sturla Berhouet S.D.B.     | Uruguay                         | Cardenal prevere de Santa Galla                                                        | Arquebisbe de Montevideo                                                                                                 | 04/07/1959        | 14/02/2015            |
| Baselios Cleemis Thottunkal                | Índia                           | Cardenal prevere de San Gregorio VII                                                   | Arquebisbe major de Trivandrum dels Siro-Malancars                                                                       | 15/06/1959        | 24/11/2012            |
| Jean-Marc Aveline                          | França                          | Cardenal prevere                                                                       | Arquebisbe de Marsella                                                                                                   | 26/12/1958        | 27/08/2022            |
| Chibly Langlois                            | Haití                           | Cardenal prevere de San Giacomo in Augusta                                             | Bisbe de Les Cayes | 29/11/1958        | 22/02/2014            |
| Antoine Kambanda                           | Rwanda                          | Cardenal prevere                                                                       | Arquebisbe de Kigali | 10/11/1958        | 28/11/2020            |
| Jean-Claude Hollerich, S.J.                | Luxemburg                       | Cardenal prevere de San Giovanni Crisostomo a Monte Sacro Alto                         | Arquebisbe de Luxemburg                                                                                                  | 09/08/1958        | 05/10/2019            |
| Gérald Cyprien Lacroix, I.S.P.X.           | Canadà                          | Cardenal prevere de San Giuseppe all'Aurelio                                           | Arquebisbe de Quebec | 27/07/1957        | 22/02/2014            |
| William Goh                                | Singapur                        | Cardenal prevere                                                                       | Arquebisbe de Singapur                                                                                                   | 25/06/1957        | 27/08/2022            |
| Luis Antonio Tagle                         | Filipines                       | Cardenal prevere de San Felice da Cantalice a Centocelle                               | Arquebisbe de Manila | 21/06/1957        | 24/11/2012            |
| Mario Grech                                | Malta                           | Cardenal diaca                                                                         | Secretari-general del Sínode dels Bisbes                                                                                 | 20/02/1957        | 28/11/2020            |
| John Ribat, M.S.C.,                        | Papua                           | Cardenal prevere de San Giovanni Battista de' Rossi                                    | Arquebisbe de Port Moresby                                                                                               | 09/02/1957        | 19/11/2016            |
| Rainer Maria Woelki                        | Alemanya                        | Cardenal prevere de San Giovanni Maria Vianney                                         | Arquebisbe de Colònia | 18/08/1956        | 18/02/2012            |
| Matteo Maria Zuppi                         | Itàlia                          | Cardenal prevere de Sant'Egidio                                                        | Arquebisbe de Bolonya | 11/10/1955        | 05/10/2019            |
| Pietro Parolin                             | Itàlia                          | Cardenal prevere de Santi Simone e Giuda Taddeo a Torre Angela                         | Secretari d'Estat | 17/01/1955        | 22/02/2014            |
| Désiré Tsarahazana                         | Madagascar                      | Cardenal prevere de San Gregorio Barbarigo alle Tre Fontane                            | Arquebisbe metropolità de Toamasina                                                                                      | 13/06/1954        | 28/06/2018            |
| Robert W. McElroy                          | United States                   | Cardenal prevere                                                                       | Arquebisbe electe de Washington                                                                                          | 05/02/1954        | 27/08/2022            |
| Angelo De Donatis                          | Itàlia                          | Cardenal prevere de San Marco                                                          | vicari general de Roma                                                                                                   | 04/01/1954        | 28/06/2018            |
| Reinhard Marx                              | Alemanya                        | Cardenal prevere de San Corbiniano                                                     | Arquebisbe de Múnic i Freising                                                                                           | 21/09/1953        | 20/11/2010            |
| Willem Jacobus Eijk                        | Països Baixos                   | Cardenal prevere de San Callisto                                                       | Arquebisbe d'Utrecht | 22/06/1953        | 18/02/2012            |
| Filipe Neri Ferrão                         | India                           | Cardenal prevere                                                                       | Arquebisbe de Goa i Daman i Patriarca de les Indies Orientals                                                            | 20/01/1953        | 27/08/2022            |
| Péter Erdő                                 | Hongria                         | Cardenal prevere de Santa Balbina                                                      | Arquebisbe d'Esztergom-Budapest, Primat d'Hongria                                                                        | 25/06/1952        | 21/10/2003            |
| Miguel Ángel Ayuso Guixot, M.C.C.I.        | Espanya                         | Cardenal diaca de San Girolamo della Carità                                            | President del Consell Pontifici per al Diàleg Interreligiós                                                              | 17/06/1952        | 05/10/2019            |
| Cristóbal López Romero, S.D.B.             | Espanya                         | Cardenal prevere de San Leone I                                                        | Arquebisbe de Rabat | 19/05/1952        | 05/10/2019            |
| Joseph William Tobin, C.SS.R.              | Estats Units                    | Cardenal prevere de Santa Maria delle Grazie a Via Trionfale                           | Arquebisbe de Newark | 03/05/1952        | 19/11/2016            |
| Jose Advincula                             | Philippines                     | Cardenal prevere                                                                       | Arquebisbe de Manila | 30/03/1952        | 28/11/2020            |
| Dominique Mamberti                         | França                          | Cardenal diaca de Santo Spirito in Sassia                                              | Prefecte del Tribunal Suprem de la Signatura Apostòlica                                                                  | 07/03/1952        | 14/02/2015            |
| Lazarus You Heung-sik                      | South Korea                     | Cardenal diaca                                                                         | Prefecte del Dicasteri del Clergat                                                                                       | 17/11/1951        | 27/08/2022            |
| Adalberto Martínez Flores                  | Paraguay                        | Cardenal prevere                                                                       | Arquebisbe d'Asunción | 08/07/1951        | 27/08/2022            |
| Philippe Barbarin                          | França                          | Cardenal prevere de Santissima Trinità al Monte Pincio                                 | Arquebisbe de Lió, Primat de les Gàl·lies                                                                                | 17/10/1950        | 21/10/2003            |
| Leonardo Ulrich Steiner                    | Brasil                          | Cardenal prevere                                                                       | Arquebisbe de Manaus | 06/11/1950        | 27/08/2022            |
| Oscar Cantoni                              | Itàlia                          | Cardenal prevere                                                                       | Bisbe de Como | 01/09/1950        | 27/08/2022            |
| Orani João Tempesta, O.Cist.               | Brasil                          | Cardenal prevere de Santa Maria Madre della Provvidenza a Monte Verde                  | Arquebisbe de Rio de Janeiro                                                                                             | 23/06/1950        | 22/02/2014            |
| Kurt Koch                                  | Suïssa                          | Cardenal diaca de Nostra Signora del Sacro Cuore                                       | President del Consell Pontifici per a la Promoció de la Unitat dels Cristians                                            | 15/03/1950        | 20/11/2010            |
| Arthur Roche                               | United Kingdom                  | Cardenal diaca                                                                         | Prefecte del Dicasteri pel Culte Diví i la Disciplina dels Sagraments                                                    | 06/03/1950        | 27/08/2022            |
| Timothy Michael Dolan                      | Estats Units                    | Cardenal prevere de Nostra Signora di Guadalupe a Monte Mario                          | Arquebisbe de Nova York                                                                                                  | 06/02/1950        | 18/02/2012            |
| Kazimierz Nycz                             | Polònia                         | Cardenal prevere de Santi Silvestro e Martino ai Monti                                 | Arquebisbe de Varsòvia                                                                                                   | 01/02/1950        | 20/11/2010            |
| Carlos Aguiar Retes                        | Mèxic                           | Cardenal prevere de Santi Fabiano e Venanzio a Villa Fiorelli                          | Arquebisbe de Mèxic | 09/01/1950        | 19/11/2016            |
| Arlindo Gomes Furtado                      | Cap Verd                        | Cardenal prevere de San Timoteo                                                        | Bisbe de Santiago de Cabo Verde                                                                                          | 15/11/1949        | 14/02/2015            |
| James Michael Harvey                       | Estats Units                    | Cardenal diaca de San Pio V a Villa Carpegna                                           | Arxipreste de la Basílica de Sant Pau Extramurs                                                                          | 20/10/1949        | 24/11/2012            |
| Anders Arborelius O.C.D.                   | Suècia                          | Cardenal prevere de Santa Maria degli Angeli                                           | Bisbe d'Estocolm | 24/09/1949        | 28/06/2017            |
| Odilo Pedro Scherer                        | Brasil                          | Cardenal prevere de Sant'Andrea al Quirinale                                           | Arquebisbe de São Paulo                                                                                                  | 21/09/1949        | 24/11/2007            |
| Kriengsak Kovitvanit                       | Tailàndia                       | Cardenal prevere de Santa Maria Addolorata                                             | Arquebisbe de Bangkok | 27/06/1949        | 14/02/2015            |
| Daniel Nicholas DiNardo                    | Estats Units                    | Cardenal prevere de Sant'Eusebio                                                       | Arquebisbe de Galveston-Houston                                                                                          | 23/05/1949        | 24/11/2007            |
| Josip Bozanić                              | Croàcia                         | Cardenal prevere de San Girolamo dei Croati                                            | Arquebisbe de Zagreb | 20/03/1949        | 21/10/2003            |
| Blase Joseph Cupich                        | Estats Units                    | Cardenal prevere de San Bartolomeo all'Isola                                           | Arquebisbe de Chicago | 19/03/1949        | 19/11/2016            |
| Leopoldo José Brenes Solórzano             | Nicaragua                       | Cardenal prevere de San Gioacchino ai Prati di Castello                                | Arquebisbe de Managua | 07/03/1949        | 22/02/2014            |
| Thomas Aquino Manyo Maeda                  | Japó                            | Cardenal prevere de Santa Pudenziana                                                   | Arquebisbe metropolità d'Osaka                                                                                           | 03/03/1949        | 28/06/2018            |
| Francisco Robles Ortega                    | Mèxic                           | Cardenal prevere de Santa Maria della Presentazione                                    | Arquebisbe de Guadalajara                                                                                                | 02/03/1949        | 24/11/2007            |
| Charles Maung Bo S.D.B.                    | Myanmar                         | Cardenal prevere de Sant'Ireneo a Centocelle                                           | Arquebisbe de Yangon | 29/10/1948        | 14/02/2015            |
| Peter Kodwo Appiah Turkson                 | Ghana                           | Cardenal prevere San Liborio                                                           | Prefecte del Dicasteri al servei del desenvolupament humà integral                                                       | 11/10/1948        | 21/10/2003            |
| Giuseppe Petrocchi                         | Itàlia                          | Cardenal prevere de San Giovanni dei Fiorentini                                        | Arquebisbe metropolità de l'Aquila                                                                                       | 19/08/1948        | 28/06/2018            |
| Manuel José Macário do Nascimento Clemente | Portugal                        | Cardenal prevere de Sant'Antonio in Campo Marzio                                       | Patriarca de Lisboa | 16/07/1948        | 14/02/2015            |
| Berhaneyesus Demerew Souraphiel, C.M.      | Etiòpia                         | Cardenal prevere de San Romano Martire                                                 | Arquebisbe d'Addis Abeba                                                                                                 | 14/07/1948        | 14/02/2015            |
| Juan de la Caridad García Rodríguez        | Cuba                            | Cardenal prevere de Santi Aquila e Priscilla                                           | Arquebisbe de Sant Cristòfor de l'Habana                                                                                 | 14/07/1948        | 05/10/2019            |
| Louis Raphaël I Sako                       | Iraq                            | Cardenal bisbe                                                                         | Patriarca de Babilònica dels Caldeus                                                                                     | 04/07/1948        | 28/06/2018            |
| Raymond Leo Burke                          | Estats Units                    | Cardenal diaca de Sant'Agata de' Goti                                                  | Patro de l'Ordre de Malta                                                                                                | 30/06/1948        | 20/11/2010            |
| Giovanni Angelo Becciu                     | Itàlia                          | Cardenal diaca de San Lino                                                             | Prefecte de la Congregació per a les Causes dels Sants                                                                   | 02/06/1948        | 28/06/2018            |
| John Atcherley Dew                         | Nova Zelanda                    | Cardenal prevere de Sant'Ippolito                                                      | Arquebisbe de Wellington                                                                                                 | 05/05/1948        | 14/02/2015            |
| Gerhard Ludwig Müller                      | Alemanya                        | Cardenal diaca de Sant'Agnese in Agone                                                 | Prefecte emerit de la Congregació per a la Doctrina de la Fe                                                             | 31/12/1947        | 22/02/2014            |
| Marcello Semeraro                          | Itàlia                          | Cardenal diaca                                                                         | Prefecte del Dicasteri de les Causes dels Sants                                                                          | 22/12/1947        | 28/11/2020            |
| Wilton Daniel Gregory                      | Estats Units                    | Cardenal prevere                                                                       | Arquebisbe emèrit de Washington                                                                                          | 07/12/1947        | 28/11/2020            |
| Mario Aurelio Poli                         | Argentina                       | Cardenal prevere de San Roberto Bellarmino                                             | Arquebisbe de Buenos Aires                                                                                               | 29/11/1947        | 22/02/2014            |
| Albert Malcolm Ranjith Patabendige Don     | Sri Lanka                       | Cardenal prevere de San Lorenzo in Lucina                                              | Arquebisbe de Colombo | 15/11/1947        | 20/11/2010            |
| Kevin Joseph Farrell                       | Estats Units                    | Cardenal diaca de San Giuliano Martire                                                 | Prefecte del dicasteri pels laics, la família i la vida                                                                  | 02/09/1947        | 19/11/2016            |
| Álvaro Leonel Ramazzini Imeri              | Argentina                       | Cardenal prevere de San Giovanni Evangelista a Spinaceto                               | Bisbe de Huehuetenango                                                                                                   | 16/07/1947        | 05/10/2019            |
| Jozef De Kesel                             | Bèlgica                         | Cardenal prevere de Santi Giovanni e Paolo                                             | Arquebisbe de Malines-Brussel·les                                                                                        | 17/06/1947        | 19/11/2016            |
| António Augusto Dos Santos Marto           | Portugal                        | Cardenal prevere de Santa Maria sopra Minerva                                          | Bisbe de Leiria-Fàtima                                                                                                   | 05/05/1947        | 28/06/2018            |
| João Braz de Aviz                          | Brasil                          | Cardenal diaca de Sant'Elena fuori Porta Prenestina                                    | Prefecte de la Congregació per als Instituts de Vida Consagrada i Societats de Vida Apostòlica                           | 24/04/1947        | 18/02/2012            |
| Giuseppe Betori                            | Itàlia                          | Cardenal prevere de San Marcello                                                       | Arquebisbe de Florència                                                                                                  | 25/02/1947        | 18/02/2012            |
| Thomas Christopher Collins                 | Canadà                          | Cardenal prevere de San Patrizio                                                       | Arquebisbe de Toronto | 16/01/1947        | 18/02/2012            |
| Michael Czerny, SJ                         | Canadà                          | Cardenal diaca de San Michele Arcangelo                                                | Vicesecretari de la Secció de Migrants i Refugiats del Dicasteri al servei del desenvolupament humà integral             | 18/07/1946        | 05/10/2019            |
| Francesco Montenegro                       | Itàlia                          | Cardenal prevere de Santi Andrea e Gregorio al Monte Celio                             | Arquebisbe d'Agrigent | 22/05/1946        | 14/02/2015            |
| Joan Josep Omella i Omella                 | Espanya                         | Cardenal prevere de Santa Croce in Gerusalemme                                         | Arquebisbe de Barcelona                                                                                                  | 21/04/1946        | 28/06/2017            |
| Fernando Filoni                            | Itàlia                          | Cardenal diaca de Nostra Signora di Coromoto in San Giovanni di Dio                    | Prefecte de la Congregació per a l'Evangelització dels Pobles                                                            | 15/04/1946        | 18/02/2012            |
| Mario Zenari                               | Itàlia                          | Cardenal diaca de Santa Maria alle Grazie delle Fornaci fuori porta Cavalleggeri       | Nunci apostòlic a Síria                                                                                                  | 05/01/1946        | 19/11/2016            |
| Jean-Pierre Kutwa                          | Costa d'Ivori                   | Cardenal prevere de Santa Emerenziana a Tor Fiorenza                                   | Arquebisbe d'Abidjan | 22/12/1945        | 22/02/2014            |
| Vincent Gerhard Nichols                    | Regne Unit                      | Cardenal prevere de Santissimo Redentore e Sant'Alfonso in Via Merulana                | Arquebisbe de Westminster                                                                                                | 08/11/1945        | 22/02/2014            |
| Antonio Cañizares Llovera                  | Espanya                         | Cardenal prevere de San Pancrazio fuori le mura                                        | Arquebisbe de València                                                                                                   | 10/10/1945        | 24/03/2006            |
| Vinko Puljić                               | Bòsnia i Hercegovina            | Cardenal prevere de Santa Chiara a Vigna Clara                                         | Arquebisbe de Sarajevo                                                                                                   | 08/09/1945        | 24/03/2006            |
| Joseph Coutts                              | Pakistan                        | Cardenal prevere de San Bonaventura da Bagnoregio                                      | Arquebisbe metropolità de Karachi                                                                                        | 21/07/1945        | 28/06/2018            |
| Stanisław Rylko                            | Polònia                         | Cardenal diaca de Sacro Cuore di Cristo Re                                             | Arxipreste de la Basílica de Santa Maria Major                                                                           | 04/07/1945        | 24/11/2007            |
| Robert Sarah                               | República de Guinea             | Cardenal diaca de San Giovanni Bosco in via Tuscolana                                  | President de la Congregació pel Culte Diví i la Disciplina dels Sagraments                                               | 15/06/1945        | 20/11/2010            |
| Carlos Osoro Sierra                        | Espanya                         | Cardenal prevere de Santa Maria in Trastevere                                          | Arquebisbe de Madrid | 16/05/1945        | 19/11/2016            |
| George Alencherry                          | Índia                           | Cardenal prevere de San Bernardo alle Terme Diocleziane                                | Arquebisbe major d'Ernakulam-Changanacherry                                                                              | 19/04/1945        | 18/02/2012            |
| Celestino Aós Braco                        | Xile                            | Cardenal prevere                                                                       | Arquebisbe emèrit de Santiago de Xile                                                                                    | 06/04/1945        | 28/11/2020            |
| Fernando Vérgez Alzaga                     | Espanya                         | Cardenal diaca                                                                         | President de la Comissió Pontifícia per l'Estat de la Ciutat del Vaticà                                                  | 01/03/1945        | 27/08/2022            |
| Philippe Nakellentuba Ouédraogo            | Burkina Faso                    | Cardenal prevere de Santa Maria Consolatrice al Tiburtino                              | Arquebisbe d'Ouagadougou                                                                                                 | 25/01/1945        | 22/02/2014            |
| Christoph Schönborn, O.P.                  | Àustria                         | Cardenal prevere de Gesú Divin Lavoratore                                              | Arquebisbe de Viena, Primat d'Àustria                                                                                    | 22/01/1945        | 21/02/1998            |
| John Njue                                  | Kenya                           | Cardenal prevere de Preziosissimo Sangue di Nostro Signore Gesù Cristo                 | Arquebisbe de Nairobi | 31/12/1944        | 24/11/2007            |
| Oswald Gracias                             | Índia                           | Cardenal prevere de San Paolo della Croce a Corviale                                   | Arquebisbe de Bombai | 24/12/1944        | 24/11/2007            |
| Baltazar Enrique Porras Cardozo            | Veneçuela                       | Cardenal prevere de Santi Giovanni Evangelista e Petronio                              | Arquebisbe de Mérida | 10/10/1944        | 19/11/2016            |
| Jean-Pierre Ricard                         | França                          | Cardenal prevere de Sant'Agostino                                                      | Arquebisbe de Bordeus | 26/09/1944        | 24/03/2006            |
| Mauro Piacenza                             | Itàlia                          | Cardenal diaca de San Paolo alla Tre Fontane                                           | Penitenciari major | 15/09/1944        | 20/11/2010            |
| Polycarp Pengo                             | Tanzània                        | Cardenal prevere de Nostra Signora de La Salette                                       | Arquebisbe de Dar es Salaam                                                                                              | 05/08/1944        | 21/02/1998            |
| Seán Patrick O'Malley, O.F.M.Cap.          | Estats Units                    | Cardenal prevere de Santa Maria della Vittoria                                         | Arquebisbe de Boston | 29/06/1944        | 24/03/2006            |
| Marc Ouellet, P.S.S.                       | Canadà                          | Cardenal prevere de Santa Maria in Traspontina                                         | Prefecte de la Congregació per als Bisbes                                                                                | 08/06/1944        | 21/10/2003            |
| Lluís Francesc Ladaria i Ferrer, SJ        | Espanya                         | Cardenal diaca de Sant'Ignazio di Loyola a Campo Marzio                                | Prefecte de la Congregació de la Doctrina de la Fe                                                                       | 19/04/1944        | 28/06/2018            |
| Louis-Marie Ling Mangkhanekhoun            | Laos                            | Cardenal prevere de San Silvestro in Capite                                            | Vicari apostòlic de Paksé                                                                                                | 08/04/1944        | 28/06/2017            |
| José Luis Lacunza Maestrojuán O.A.R.       | Panamà                          | Cardenal prevere de San Giuseppe da Copertino                                          | Bisbe de David | 24/02/1944        | 14/02/2015            |
| Pedro Ricardo Barreto Jimeno, SJ           | Perú                            | Cardenal prevere de Santi Pietro e Paolo a Via Ostiense                                | Arquebisbe metropolità de Huancayo                                                                                       | 12/02/1944        | 28/06/2018            |
| John Olorunfemi Onaiyekan                  | Nigèria                         | Cardenal prevere de San Saturnino                                                      | Arquebisbe d'Abuja | 29/01/1944        | 24/11/2012            |
| Juan Luis Cipriani Thorne, Opus Dei        | Perú                            | Cardenal prevere de San Camillo de Lellis agli Orti Sallustiani                        | Arquebisbe de Lima | 28/12/1943        | 21/02/2001            |
| Jean Zerbo                                 | Mali                            | Cardenal prevere de Sant'Antonio da Padova in via Tuscolana                            | Arquebisbe de Bamako | 27/12/1943        | 28/06/2017            |
| Andrew Yeom Soo-Jung                       | Corea del Sud                   | Cardenal prevere de San Crisogono                                                      | Arquebisbe de Seül | 05/12/1943        | 22/02/2014            |
| Leonardo Sandri                            | Argentina                       | Cardenal diaca de Santi Biagio e Carlo ai Catinari                                     | Prefecte de la Congregació per a les Esglésies Orientals                                                                 | 18/11/1943        | 24/11/2007            |
| Patrick D'Rozario, C.S.C.                  | Bangladesh                      | Cardenal prevere de Nostra Signora del Santissimo Sacramento e santi martiri canadesi  | Arquebisbe de Dacca | 01/10/1943        | 19/11/2016            |
| Angelo Comastri                            | Itàlia                          | Cardenal prevere pro hac vice de San Salvatore in Lauro                                | Vicari General de l'Estat de la Ciutat del Vaticà, arxipreste de la Basílica de Sant Pere i president de la seva Fàbrica | 17/09/1943        | 24/11/2007            |
| Giuseppe Versaldi                          | Itàlia                          | Cardenal diaca de Sacro Cuore di Gesù a Castro Pretorio                                | President de la Congregació per a l'Educació Catòlica                                                                    | 30/07/1943        | 18/02/2012            |
| Crescenzio Sepe                            | Itàlia                          | Cardenal prevere pro hac vice de Dio Padre Misericordioso                              | Arquebisbe de Nàpols | 02/06/1943        | 21/02/2001            |
| Dominik Jaroslav Duka, O.P.                | República Txeca                 | Cardenal prevere de Santi Marcellino e Pietro                                          | Arquebisbe de Praga | 26/04/1943        | 18/02/2012            |
| Domenico Calcagno                          | Itàlia                          | Cardenal diaca de l'Anunciazione della Beata Vergine a Via Ardeatina                   | President de l'Administració del Patrimoni de la Santa Seu                                                               | 03/02/1943        | 18/02/2012            |
| Angelo Bagnasco                            | Itàlia                          | Cardenal prevere de Gran Madre di Dio                                                  | Arquebisbe de Gènova | 14/01/1943        | 24/11/2007            |
| Óscar Andrés Rodríguez Maradiaga, S.D.B.   | Hondures                        | Cardenal prevere de Santa Maria della Speranza                                         | Arquebisbe de Tegucigalpa                                                                                                | 29/12/1942        | 21/02/2001            |
| André Vingt-Trois                          | França                          | Cardenal prevere de San Luigi dei Francesi                                             | Arquebisbe emèrit de París                                                                                               | 07/11/1942        | 24/11/2007            |
| Gianfranco Ravasi                          | Itàlia                          | Cardenal diaca de San Giorgio in Velabro                                               | President del Consell pontifici per a la Cultura i de la Comissió Pontifícia per l'Arqueologia Sacra                     | 18/10/1942        | 20/11/2010            |
| Giuseppe Bertello                          | Itàlia                          | Cardenal diaca de Santi Vito, Modesto e Crescenzia                                     | President del Govern de l'Estat de la Ciutat del Vaticà                                                                  | 01/10/1942        | 18/02/2012            |
| Rubén Salazar Gómez                        | Colòmbia                        | Cardenal prevere de San Gerardo Maiella                                                | Arquebisbe de Bogotà | 22/09/1942        | 24/11/2012            |
| Gregorio Rosa Chávez                       | El Salvador                     | Cardenal prevere de Santissimo Sacramento a Tor de' Schiavi                            | Bisbe auxiliar de San Salvador                                                                                           | 03/09/1942        | 28/06/2017            |
| Jorge Liberato Urosa Savino                | Veneçuela                       | Cardenal prevere de Santa Maria ai Monti                                               | Arquebisbe de Caracas | 28/08/1942        | 24/03/2006            |
| Arrigo Miglio                              | Itàlia                          | Cardenal prevere                                                                       | Arquebisbe emèrit de Cagliari                                                                                            | 18/07/1942        | 27/08/2022            |
| Gianfranco Ghirlanda                       | Itàlia                          | Cardenal diaca                                                                         | Patró de l'Ordre de Malta                                                                                                | 05/07/1942        | 27/08/2022            |
| Norberto Rivera Carrera                    | Mèxic                           | Cardenal prevere de San Francesco d'Assisi a Ripa Grande                               | Arquebisbe emèrit de Ciutat de Mèxic                                                                                     | 06/06/1942        | 21/02/1998            |
| Ricardo Blázquez Pérez                     | Espanya                         | Cardenal prevere de Santa Maria in Vallicella                                          | Arquebisbe de Valladolid                                                                                                 | 13/04/1942        | 14/02/2015            |
| Gualtiero Bassetti                         | Itàlia                          | Cardenal prevere de Santa Cecília in Trastevere                                        | Arquebisbe de Perusa-Città della Pieve                                                                                   | 07/04/1942        | 22/02/2014            |
| Jorge Enrique Jiménez Carvajal             | Colòmbia                        | Cardenal prevere                                                                       | Arquebisbe emèrit de Cartagena                                                                                           | 29/03/1942        | 27/08/2022            |
| Fortunato Frezza                           | Itàlia                          | Cardenal diaca                                                                         | Membre del capítol de la Basílica Papal de Sant Pere                                                                     | 06/02/1942        | 27/08/2022            |
| Ricardo Ezzati Andrello, S.D.B.            | Xile                            | Cardenal prevere de Santissimo Redentore a Val Melaina                                 | Arquebisbe de Santiago de Xile                                                                                           | 07/01/1942        | 22/02/2014            |
| Angelo Scola                               | Itàlia                          | Cardenal prevere de Santi XII Apostoli                                                 | Arquebisbe emèrit de Milà                                                                                                | 07/11/1941        | 21/10/2003            |
| Beniamino Stella                           | Itàlia                          | Cardenal diaca de Santi Cosma e Damiano                                                | Prefecte de la Congregació per al Clergat                                                                                | 18/08/1941        | 22/02/2014            |
| Maurice Piat, C.S.Sp.                      | Maurici                         | Cardenal prevere de Santa Teresa al Corso d'Italia                                     | Bisbe de Port-Louis | 19/07/1941        | 19/11/2016            |
| George Pell                                | Austràlia                       | Cardenal prevere de Santa Maria Domenica Mazzarello                                    | Prefecte emèrit de la Secretaria per a l'Economia de la Santa Seu                                                        | 08/06/1941        | 21/10/2003            |
| Wilfrid Fox Napier, O.F.M.                 | Sud-àfrica                      | Cardenal prevere de San Francesco d'Assisi ad Acilia                                   | Arquebisbe de Durban | 08/03/1941        | 21/02/2001            |
| Gabriel Zubeir Wako                        | Sudan                           | Cardenal prevere de Sant'Atanasio a Via Tiburtina                                      | Arquebisbe emèrit de Khartum                                                                                             | 27/02/1941        | 21/10/2003            |
| Donald William Wuerl                       | Estats Units                    | Cardenal prevere de San Pietro in Vincoli                                              | Arquebisbe emèrit de Washington                                                                                          | 12/11/1940        | 20/11/2010            |
| Silvano Maria Tomasi                       | Itàlia                          | Cardenal diaca                                                                         | Delegat especial pel Sobirà Ordre de Malta                                                                               | 12/10/1940        | 28/11/2020            |
| Lorenzo Baldisseri                         | Itàlia                          | Cardenal diaca de Sant'Anselmo all'Aventino                                            | Secretari general del Sínode dels Bisbes                                                                                 | 29/09/1940        | 22/02/2014            |
| Enrico Feroci                              | Itàlia                          | Cardenal diaca                                                                         | Pastor del Santuario della Madonna del Divino Amore                                                                      | 27/08/1940        | 28/11/2020            |
| Felipe Arizmendi Esquivel                  | Mèxic                           | Cardenal prevere                                                                       | Bisbe emèrit de San Cristóbal de Las Casas                                                                               | 01/05/1940        | 28/11/2020            |
| Agostino Vallini                           | Itàlia                          | Cardenal prevere pro hac vice de San Pier Damiani ai Monti di San Paolo                | Vicari emèrit de Roma | 17/04/1940        | 24/03/2006            |
| Béchara Boutros Raï, O.M.M.                | Líban                           | Cardenal-patriarca d'Antioquia dels Maronites                                          | Patriarca Maronita d'Antioquia                                                                                           | 25/02/1940        | 24/11/2012            |
| Telesphore Placidus Toppo                  | Índia                           | Cardenal prevere de Sacro Cuore di Gesù agonizzante a Vitinia                          | Arquebisbe emèrit de Ranchi                                                                                              | 15/10/1939        | 21/10/2003            |
| Edoardo Menichelli                         | Itàlia                          | Cardenal prevere de Sacri Cuori di Gesù e Maria a Tor Fiorenza                         | Arquebisbe emèrit d'Ancona-Osimo                                                                                         | 14/10/1939        | 14/02/2015            |
| Laurent Monsengwo Pasinya                  | República Democràtica del Congo | Cardenal prevere de Santa Maria "Regina Pacis" in Ostia mare                           | Arquebisbe emèrit de Kinshasa                                                                                            | 07/10/1939        | 20/11/2010            |
| Seán Baptist Brady                         | Irlanda                         | Cardenal prevere de Santi Quirico e Giulitta                                           | Arquebisbe emèrit d'Armagh                                                                                               | 16/08/1939        | 24/11/2007            |
| John Tong Hon                              | Hong Kong                       | Cardenal prevere de Regina Apostolorum                                                 | Bisbe emèrit de Hong Kong                                                                                                | 31/07/1939        | 18/02/2012            |
| Eugenio Dal Corso, P.S.D.P.                | Itàlia                          | Cardenal prevere de Sant'Anastasia                                                     | Bisbe emèrit de Benguela                                                                                                 | 16/05/1939        | 05/10/2019            |
| Stanisław Dziwisz                          | Polònia                         | Cardenal prevere de Santa Maria del Popolo                                             | Arquebisbe emèrit de Cracòvia                                                                                            | 27/04/1939        | 24/03/2006            |
| Edwin Frederick O'Brien                    | Estats Units                    | Cardenal diaca de San Sebastiano al Palatino                                           | Gran Mestre de l'Orde del Sant Sepulcre de Jerusalem                                                                     | 08/04/1939        | 18/02/2012            |
| Orlando Beltran Quevedo, O.M.I.            | Filipines                       | Cardenal prevere de Santa Maria "Regina Mundi" a Torre Spaccata"                       | Arquebisbe emèrit de Cotabato                                                                                            | 11/03/1939        | 22/02/2014            |
| Alberto Suárez Inda                        | Mèxic                           | Cardenal prevere de San Policarpo                                                      | Arquebisbe emèrit de Morelia                                                                                             | 30/01/1939        | 14/02/2015            |
| Sigitas Tamkevičius, S.J.                  | Lituània                        | Cardenal prevere de Sant'Angela Merici                                                 | Arquebisbe emèrit de Kaunas                                                                                              | 07/11/1938        | 05/10/2019            |
| Angelo Amato, S.D.B.                       | Itàlia                          | Cardenal diaca de Santa Maria in Aquiro                                                | Prefecte emèrit de la Congregació per a les Causes dels Sants                                                            | 08/07/1938        | 20/11/2010            |
| Aquilino Bocos Merino, CMF                 | Espanya                         | Cardenal diaca de Santa Lucia del Gonfalone                                            | Superior general emèrit de la Congregació dels Missioners fills del Cor Immaculat de Maria                               | 17/05/1938        | 28/06/2018            |
| Pierre Nguyễn Văn Nhơn                     | Vietnam                         | Cardenal prevere de San Tommaso Apostolo                                               | Arquebisbe emèrit de Hanoi                                                                                               | 01/04/1938        | 14/02/2015            |
| Manuel Monteiro de Castro                  | Portugal                        | Cardenal diaca de San Domenico di Guzman                                               | Penitenciari major emèrit                                                                                                | 29/03/1939        | 18/02/2012            |
| Francesco Coccopalmerio                    | Itàlia                          | Cardenal diaca de San Giuseppe dei Falegnami                                           | President emèrit del Consell Pontifici per als Textos Legislatius                                                        | 06/03/1938        | 18/02/2012            |
| Paolo Romeo                                | Itàlia                          | Cardenal prevere pro hac vice de Santa Maria Odigitria dei Siciliani                   | Arquebisbe emèrit de Palerm                                                                                              | 20/02/1938        | 20/11/2010            |
| Antonio Maria Vegliò                       | Itàlia                          | Cardenal diaca de San Cesareo in Palatio                                               | President emèrit del Consell Pontifici per la Cura Pastoral dels Migrants i els Itinerants                               | 03/02/1938        | 18/02/2012            |
| Michael Louis Fitzgerald                   | Regne Unit                      | Cardenal diaca de Santa Maria in Portico                                               | Nunci apostòlic emèrit                                                                                                   | 17/08/1937        | 05/10/2019            |
| Toribio Ticona Porco                       | Bolívia                         | Cardenal prevere de Santi Gioacchino e Anna al Tuscolano                               | Prelat emèrit de Corocoro                                                                                                | 25/01/1938        | 28/06/2018            |
| Lluís Martínez i Sistach                   | Espanya                         | Cardenal prevere de San Sebastiano alle Catacombe                                      | Arquebisbe emèrit de Barcelona                                                                                           | 29/04/1937        | 24/11/2007            |
| Raymundo Damasceno Assis                   | Brasil                          | Cardenal prevere de Maria Immacolata al Tiburtino                                      | Arquebisbe emèrit d'Aparecida                                                                                            | 15/02/1937        | 20/11/2010            |
| Audrys Bačkis                              | Lituània                        | Cardenal prevere de Natività di Nostro Signore Gesù Cristo a Via Gallia                | Arquebisbe emèrit de Vílnius                                                                                             | 01/02/1937        | 21/02/2001            |
| Théodore-Adrien Sarr                       | Senegal                         | Cardenal prevere de Santa Lucia a Piazza d'Armi                                        | Arquebisbe emèrit de Dakar                                                                                               | 28/11/1936        | 24/11/2007            |
| Ennio Antonelli                            | Itàlia                          | Cardenal prevere de Sant'Andrea delle Fratte                                           | President emèrit del Consell Pontifici per a la Família                                                                  | 18/11/1936        | 21/10/2003            |
| Nicolás de Jesús López Rodríguez           | República Dominicana            | Cardenal prevere de San Pio X alla Balduina                                            | Arquebisbe emèrit de Santo Domingo                                                                                       | 31/10/1936        | 28/06/1991            |
| Antonio María Rouco Varela                 | Espanya                         | Cardenal prevere de San Lorenzo in Damaso                                              | Arquebisbe emèrit de Madrid                                                                                              | 24/08/1936        | 21/02/1998            |
| Anthony Olubunmi Okogie                    | Nigèria                         | Cardenal prevere de Beata Vergine Maria del Monte Carmelo a Mostacciano                | Arquebisbe emèrit de Lagos                                                                                               | 16/06/1936        | 21/10/2003            |
| Roger Michael Mahony                       | Estats Units                    | Cardenal prevere de Santi Quattro Coronati                                             | Arquebisbe emèrit de Los Angeles                                                                                         | 27/02/1936        | 28/06/1991            |
| Santos Abril y Castelló                    | Espanya                         | Cardenal diaca de San Ponziano                                                         | Arxipreste emèrit de la Basílica de Santa Maria Major                                                                    | 21/09/1935        | 18/02/2012            |
| Justin Francis Rigali                      | Estats Units                    | Cardenal prevere de Santa Prisca                                                       | Arquebisbe emèrit de Filadèlfia                                                                                          | 19/04/1935        | 21/10/2003            |
| Antonios Naguib                            | Egipte                          | Cardenal-patriarca d'Alexandria dels Coptes                                            | Patriarca emèrit d'Alexandria dels Coptes                                                                                | 07/03/1935        | 20/11/2010            |
| Giovanni Lajolo                            | Itàlia                          | Cardenal diaca de Santa Maria Liberatrice a Monte Testaccio                            | President emèrit de la Comissió Pontifícia per a l'estat de la Ciutat del Vaticà                                         | 03/01/1935        | 24/11/2007            |
| Julius Riyadi Darmaatmadja, S.J.           | Indonèsia                       | Cardenal prevere de Sacro Cuore di Maria                                               | Arquebisbe emèrit de Jakarta                                                                                             | 20/12/1934        | 26/11/1994            |
| Tarcisio Bertone, S.D.B.                   | Itàlia                          | Cardenal bisbe de Frascati                                                             | Secretari d'Estat emèrit                                                                                                 | 02/12/1934        | 21/10/2003            |
| Luis Héctor Villalba                       | Argentina                       | Cardenal prevere de San Girolamo a Corviale                                            | Arquebisbe emèrit de Tucumán                                                                                             | 11/10/1934        | 14/02/2015            |
| Franc Rodé, C.M.                           | Eslovènia                       | Cardenal prevere pro hac vice de San Francesco Saverio alla Garbatella                 | Prefecte emèrit de la Congregació per als Instituts de Vida Consagrada i Societats de Vida Apostòlica                    | 23/09/1934        | 24/03/2006            |
| Paul Josef Cordes                          | Alemanya                        | Cardenal prevere pro hac vice de San Lorenzo in Piscibus                               | President emèrit del Consell Pontifici Cor Unum                                                                          | 05/09/1934        | 24/11/2007            |
| Carlos Amigo Vallejo, O.F.M.               | Espanya                         | Cardenal prevere de Santa Maria in Monserrato degli Spagnoli                           | Arquebisbe emèrit de Sevilla                                                                                             | 23/08/1934        | 21/10/2003            |
| Cláudio Hummes, O.F.M.                     | Brasil                          | Cardenal prevere de Sant'Antonio da Padova a Via Merulana                              | Prefecte emèrit de la Congregació per al Clergat                                                                         | 08/08/1934        | 21/02/2001            |
| Raniero Cantalamesa                        | Itàlia                          | Cardenal diaca                                                                         | Predicador emèrit de la casa pontifícia                                                                                  | 22/07/1934        | 28/11/2020            |
| Francesco Monterisi                        | Itàlia                          | Cardenal diaca de San Paolo alla Regola                                                | Arxipreste emèrit de la Basílica de Sant Pau Extramurs                                                                   | 28/05/1934        | 20/11/2010            |
| Karl-Josef Rauber                          | Alemanya                        | Cardenal diaca de Sant'Antonio di Padova a Circonvallazione Appia                      | Nunci apostòlic emèrit                                                                                                   | 11/04/1934        | 14/02/2015            |
| Jean-Baptiste Pham Minh Mân                | Vietnam                         | Cardenal prevere de San Giustino                                                       | Arquebisbe emèrit de Ciutat de Ho Chi Minh                                                                               | 05/03/1934        | 21/10/2003            |
| Giovanni Battista Re                       | Itàlia                          | Cardenal bisbe de Sabina-Poggio Mirteto                                                | Prefecte emèrit de la Congregació per als Bisbes. Degà del Col·legi Cardenalici                                          | 30/01/1934        | 21/02/2001            |
| Raúl Eduardo Vela Chiriboga                | Equador                         | Cardenal prevere de Santa Maria in Via                                                 | Arquebisbe emèrit de Quito                                                                                               | 01/01/1934        | 20/11/2010            |
| Geraldo Majella Agnelo                     | Brasil                          | Cardenal prevere de San Gregorio Magno alla Magliana Nuova                             | Arquebisbe emèrit de Salvador de Bahia                                                                                   | 19/10/1933        | 21/02/2001            |
| Raffaele Farina, S.D.B.                    | Itàlia                          | Cardenal prevere pro hac vice de San Giovanni della Pigna                              | Arxiver i bibliotecari emèrit de la Biblioteca Vaticana                                                                  | 24/09/1933        | 24/11/2007            |
| Francisco Javier Errázuriz Ossa, I.Sch.    | Xile                            | Cardenal prevere de Santa Maria della Pace                                             | Arquebisbe emèrit de Santiago de Xile                                                                                    | 05/09/1933        | 21/02/2001            |
| Juan Sandoval Íñiguez                      | Mèxic                           | Cardenal prevere de Nostra Signora di Guadalupe e San Filippo Martire in Via Aurelia   | Arquebisbe emèrit de Guadalajara                                                                                         | 28/03/1933        | 26/11/1994            |
| Severino Poletto                           | Itàlia                          | Cardenal prevere de San Giuseppe in Via Trionfale                                      | Arquebisbe emèrit de Torí                                                                                                | 18/03/1933        | 21/02/2001            |
| Walter Kasper                              | Alemanya                        | Cardenal prevere de Ognissanti in Via Appia Nuova                                      | President emèrit del Consell Pontifici per a la Unitat dels Cristians                                                    | 05/03/1933        | 21/02/2001            |
| Kelvin Edward Felix                        | Dominica                        | Cardenal prevere de Santa Maria della Salute a Primavalle                              | Arquebisbe emèrit de Castries                                                                                            | 15/02/1933        | 22/02/2014            |
| Javier Lozano Barragán                     | Mèxic                           | Cardenal prevere de Santa Dorotea                                                      | President emèrit del Consell Pontifici per a la Cura Pastoral dels Treballadors dels Serveis de Sanitat                  | 26/01/1933        | 21/10/2003            |
| Eusébio Oscar Scheid, S.C.I.               | Brasil                          | Cardenal prevere de Santi Bonifacio e Alessio                                          | Arquebisbe emèrit de Rio de Janeiro                                                                                      | 08/12/1932        | 21/10/2003            |
| Renato Raffaele Martino                    | Itàlia                          | Cardenal diaca de San Francesco di Paola ai Monti                                      | President emèrit del Consell Pontifici Iustitia et Pax i Cardenal Protodiaca                                             | 23/11/1932        | 21/10/2003            |
| Francis Arinze                             | Nigèria                         | Cardenal bisbe de Velletri-Segni                                                       | Prefecte emèrit de la Congregació per al Culte Diví i la Disciplina dels Sagraments                                      | 01/11/1932        | 25/05/1985            |
| Pedro Rubiano Sáenz                        | Colòmbia                        | Cardenal prevere de Trasfigurazione di Nostro Signore Gesù Cristo                      | Arquebisbe emèrit de Bogotà                                                                                              | 13/09/1932        | 21/02/2001            |
| Gaudencio Borbon Rosales                   | Filipines                       | Cardenal prevere de Santissimo Nome di Maria a Via Latina                              | Arquebisbe emèrit de Manila                                                                                              | 10/08/1932        | 24/03/2006            |
| James Francis Stafford                     | Estats Units                    | Cardenal prevere de San Pietro in Montorio                                             | Penitencier major emèrit                                                                                                 | 26/07/1932        | 21/02/1998            |
| Henri Schwery                              | Suïssa                          | Cardenal prevere de Santi Protomartiri a Via Aurelia Antica                            | Bisbe emèrit de Sion | 14/06/1932        | 28/06/1991            |
| Anthony Soter Fernandez                    | Malàisia                        | Cardenal prevere de Sant'Alberto Magno                                                 | Arquebisbe emèrit de Kuala Lumpur                                                                                        | 22/04/1932        | 19/11/2016            |
| Joseph Zen Ze-Kiun, S.D.B.                 | Hong Kong                       | Cardenal prevere de Santa Maria Madre del Redentore a Tor Bella Monaca                 | Bisbe emèrit de Hong Kong                                                                                                | 13/01/1932        | 24/03/2006            |
| José Saraiva Martins, C.M.F.               | Portugal                        | Cardenal bisbe de Palestrina                                                           | Prefecte emèrit de la Congregació per a les Causes dels Sants                                                            | 06/01/1932        | 21/02/2001            |
| Nicholas Cheong Jin-Suk                    | Corea del Sud                   | Cardenal prevere de Santa Maria Immacolata di Lourdes a Boccea                         | Arquebisbe emèrit de Seül                                                                                                | 07/12/1931        | 24/03/2006            |
| Lucian Mureşan                             | Romania                         | Cardenal prevere de Sant'Atanasio                                                      | Arquebisbe major emèrit grecocatòlic de Făgăras şi Alba Iulia                                                            | 23/05/1931        | 18/02/2012            |
| Sergio Sebastiani                          | Itàlia                          | Cardenal prevere pro hac vice de Sant'Eustachio                                        | Prefecte emèrit dels Afers Econòmics de la Santa Seu                                                                     | 11/04/1931        | 21/02/2001            |
| Camillo Ruini                              | Itàlia                          | Cardenal prevere de Sant'Agnese fuori le mura                                          | Cardenal vicari emèrit de Roma                                                                                           | 19/02/1931        | 28/06/1991            |
| Jānis Pujats                               | Letònia                         | Cardenal prevere de Santa Silvia                                                       | Arquebisbe emèrit de Riga                                                                                                | 14/11/1930        | 21/02/1998            |
| Christian Wiyghan Tumi                     | Camerun                         | Cardenal prevere de Santi Martiri dell'Uganda a Poggio Ameno                           | Arquebisbe emèrit de Douala                                                                                              | 15/10/1930        | 28/06/1988            |
| Salvatore De Giorgi                        | Itàlia                          | Cardenal prevere de Santa Maria in Ara Coeli                                           | Arquebisbe emèrit de Palerm                                                                                              | 06/09/1930        | 21/02/1998            |
| Paul Poupard                               | França                          | Cardenal prevere de Santa Prassede                                                     | President emèrit del Consell Pontifici per a la Cultura                                                                  | 30/08/1930        | 25/05/1985            |
| Julián Herranz Casado                      | Espanya                         | Cardenal prevere pro hac vice de Sant'Eugenio                                          | President emèrit del Consell Pontifici per als Textos Legislatius                                                        | 31/03/1930        | 21/10/2003            |
| Thomas Stafford Williams                   | Nova Zelanda                    | Cardenal prevere de Gesù Divin Maestro alla Pineta Sacchetti                           | Arquebisbe emèrit de Wellington                                                                                          | 20/03/1930        | 02/02/1983            |
| Adam Joseph Maida                          | Estats Units                    | Cardenal prevere de Santi Vitale, Valeria, Gervasio e Protasio                         | Arquebisbe emèrit de Detroit                                                                                             | 18/03/1930        | 26/11/1994            |
| Sebastian Koto Khoarai O.M.I.              | Lesotho                         | Cardenal prevere de San Leonardo da Porto Maurizio ad Acilia                           | Bisbe emèrit de Mohale’s Hoek                                                                                            | 11/09/1929        | 19/11/2016            |
| Michael Michai Kitbunchu                   | Tailàndia                       | Cardenal prevere de San Lorenzo in Panisperna                                          | Arquebisbe emèrit de Bangkok                                                                                             | 25/01/1929        | 02/02/1983            |
| Walter Brandmüller                         | Alemanya                        | Cardenal diaca de San Giuliano dei Fiamminghi                                          | President emèrit del Comitè Pontifici de Ciències Històriques                                                            | 05/01/1929        | 20/11/2010            |
| Ernest Simoni                              | Albània                         | Cardenal diaca de Santa Maria della Scala                                              | Prevere de l'arquebisbat de Scutari-Pult                                                                                 | 18/10/1928        | 19/11/2016            |
| Friedrich Wetter                           | Alemanya                        | Cardenal prevere de Santo Stefano al Monte Celio                                       | Arquebisbe emèrit de Múnic i Freising                                                                                    | 20/02/1928        | 25/05/1985            |
| Angelo Sodano                              | Itàlia                          | Cardenal bisbe d'Ostia i d'Albano i cardenal prevere in commendam de Santa Maria Nuova | Secretari d'Estat emèrit.                                                                                                | 23/11/1927        | 28/06/1991            |
| Júlio Duarte Langa                         | Mozambique                      | Cardenal prevere de San Gabriele dell'Addolorata                                       | Bisbe emèrit de Xai-Xai                                                                                                  | 27/10/1927        | 14/02/2015            |
| Eduardo Martínez Somalo                    | Espanya                         | Cardenal prevere pro hac vice de Santissimo Nome di Gesù                               | Prefecte emèrit de la Congregació per als Instituts de Vida Consagrada                                                   | 31/03/1927        | 28/06/1988            |
| Jorge Arturo Medina Estévez                | Xile                            | Cardenal prevere pro hac vice de San Saba                                              | Prefecte emèrit de la Congregació pel Culte Diví i la Disciplina dels Sagraments                                         | 23/12/1926        | 21/02/1998            |
| Emmanuel Wamala                            | Uganda                          | Cardenal prevere de Sant'Ugo                                                           | Arquebisbe emèrit de Kampala                                                                                             | 15/12/1926        | 26/11/1994            |
| Agostino Cacciavillan                      | Itàlia                          | Cardenal prevere pro hac vice de Santi Angeli Custodi a Città Giardino                 | President emèrit del Patrimoni de la Santa Seu                                                                           | 14/08/1926        | 21/02/2001            |
| Luigi De Magistris                         | Itàlia                          | Cardenal diaca de Santissimi Nomi di Gesù e Maria in Via Lata                          | Penitenciari Major emèrit de la Penitencieria Apostòlica                                                                 | 23/02/1926        | 14/02/2015            |
| Estanislao Esteban Karlic                  | Argentina                       | Cardenal prevere de Beata Maria Vergine Addolorata a Piazza Buenos Aires               | Arquebisbe emèrit de Paraná                                                                                              | 07/02/1926        | 24/11/2007            |
| José Freire Falcão                         | Brasil                          | Cardenal prevere de San Luca a Via Prenestina                                          | Arquebisbe emèrit de Brasília                                                                                            | 23/10/1925        | 28/06/1988            |
| Francisco Álvarez Martínez                 | Espanya                         | Cardenal prevere de Santa Maria "Regina Pacis" a Monte Verde                           | Arquebisbe emèrit de Toledo                                                                                              | 14/07/1925        | 21/02/2001            |
| Alexandre do Nascimento                    | Angola                          | Cardenal prevere de San Marco in Agro Laurentino                                       | Arquebisbe emèrit de Luanda                                                                                              | 01/03/1925        | 02/02/1983            |
| Edward Idris Cassidy                       | Austràlia                       | Cardenal prevere pro hac vice de Santa Maria in Via Lata                               | President emèrit del Consell Pontifici per a la Unitat dels Cristians                                                    | 05/07/1924        | 28/06/1991            |
| Alexandre José Maria dos Santos, O.F.M.    | Moçambic                        | Cardenal prevere de San Frumenzio ai Prati Fiscali                                     | Arquebisbe emèrit de Maputo                                                                                              | 18/03/1924        | 28/06/1988            |
| Jozef Tomko                                | Eslovàquia                      | Cardenal prevere de Santa Sabina                                                       | Prefecte emèrit de la Congregació per a l'Evangelització dels Pobles                                                     | 11/03/1924        | 25/05/1985            |
| Henryk Roman Gulbinowicz                   | Polònia                         | Cardenal prevere de Immacolata Concezione di Maria a Grottarossa                       | Arquebisbe emèrit de Breslau                                                                                             | 17/10/1923        | 25/05/1985            |
| Albert Vanhoye, S.J.                       | França                          | Cardenal diaca pro hac vice de Santa Maria della Mercede e Sant'Adriano a Villa Albani | President emèrit de la Comissió Bíblica Internacional                                                                    | 24/07/1923        | 24/03/2006            |

## Nombre de cardenals per l'ordre al qual pertanyen
Segons el vigent Codi de Dret Canònic (canon 350.1, 2 i 3), els membres del Col·legi Cardenalici es distribueixen en tres ordres, l'episcopal (cardenals bisbes i cardenals patriarques), el presbiterial (cardenals preveres o de títol) i el diaconal (cardenals diaques).
| Ordre        | Nombre d'electors | Nombre de no electors | Nombre total de cardenals |
| ------------ | ----------------- | --------------------- | ------------------------- |
| Episcopal    | 5                 | 7                     | 12                        |
| Presbiterial | 96                | 75                    | 171                       |
| Diaconal     | 21                | 16                    | 37                        |
| Totals       | 122               | 97                    | 219                       |

## Nombre de cardenals per país d'origen
|                                 |                                 | Electors | No electors | Total |
| ------------------------------- | ------------------------------- | -------- | ----------- | ----- |
| Itàlia                          | Itàlia                          | 21       | 21          | 42    |
| Espanya                         | Espanya                         | 7        | 8           | 15    |
| Bandera de França               | França                          | 4        | 2           | 6     |
| Bandera d'Alemanya              | Alemanya                        | 3        | 5           | 8     |
| Polònia                         | Polònia                         | 3        | 2           | 6     |
| Portugal                        | Portugal                        | 3        | 2           | 5     |
| Regne Unit                      | Regne Unit                      | 1        | 1           | 2     |
| Suïssa                          | Suïssa                          | 1        | 1           | 2     |
| Àustria                         | Àustria                         | 1        | 0           | 1     |
| Bèlgica                         | Bèlgica                         | 1        | 0           | 1     |
| Bòsnia i Hercegovina            | Bòsnia i Hercegovina            | 1        | 0           | 1     |
| Croàcia                         | Croàcia                         | 1        | 0           | 1     |
| Bandera d'Hongria               | Hongria                         | 1        | 0           | 1     |
| Luxemburg                       | Luxemburg                       | 1        | 0           | 1     |
| Països Baixos                   | Països Baixos                   | 1        | 0           | 1     |
| República Txeca                 | Rep. Txeca                      | 1        | 0           | 1     |
| Suècia                          | Suècia                          | 1        | 0           | 1     |
| Lituània                        | Lituània                        | 0        | 2           | 2     |
| Albània                         | Albània                         | 0        | 1           | 1     |
| Irlanda                         | Irlanda                         | 0        | 1           | 1     |
| Letònia                         | Letònia                         | 0        | 1           | 1     |
| Romania                         | Romania                         | 0        | 1           | 1     |
| Eslovàquia                      | Eslovàquia                      | 0        | 1           | 1     |
| Eslovènia                       | Eslovènia                       | 0        | 1           | 1     |
|                                 | Total Europa                    | 52       | 50          | 102   |
| Estats Units d'Amèrica          | Estats Units                    | 9        | 5           | 14    |
| Canadà                          | Canadà                          | 4        | 0           | 4     |
| Mèxic                           | Mèxic                           | 3        | 3           | 6     |
|                                 | Total Amèrica del Nord          | 16       | 8           | 24    |
| Brasil                          | Brasil                          | 4        | 5           | 9     |
| Argentina                       | Argentina                       | 2        | 2           | 4     |
| Perú                            | Perú                            | 2        | 0           | 2     |
| Veneçuela                       | Veneçuela                       | 2        | 0           | 2     |
| Xile                            | Xile                            | 1        | 2           | 3     |
| Colòmbia                        | Colòmbia                        | 1        | 1           | 2     |
| Cuba                            | Cuba                            | 1        | 0           | 1     |
| El Salvador                     | El Salvador                     | 1        | 0           | 1     |
| Guatemala                       | Guatemala                       | 1        | 0           | 1     |
| Haití                           | Haití                           | 1        | 0           | 1     |
|                                 | Hondures                        | 1        | 0           | 1     |
| Nicaragua                       | Nicaragua                       | 1        | 0           | 1     |
| Panama                          | Panamà                          | 1        | 0           | 1     |
| Uruguay                         | Uruguai                         | 1        | 0           | 1     |
| Bolívia                         | Bolívia                         | 1        | 0           | 1     |
| Dominica                        | Dominica                        | 0        | 1           | 1     |
| República Dominicana            | Rep. Dominicana                 | 1        | 0           | 1     |
| Equador                         | Equador                         | 0        | 1           | 1     |
|                                 | Total Amèrica Central i del Sud | 20       | 14          | 34    |
| Índia                           | Índia                           | 3        | 1           | 4     |
| Illes Filipines                 | Filipines                       | 1        | 2           | 3     |
| Corea del Sud                   | Corea del Sud                   | 1        | 1           | 2     |
| Indonèsia                       | Indonèsia                       | 1        | 1           | 2     |
| Tailàndia                       | Tailàndia                       | 1        | 1           | 2     |
| Bangladesh                      | Bangladesh                      | 1        | 0           | 1     |
| Birmània                        | Birmània                        | 1        | 0           | 1     |
| Japó                            | Japó                            | 1        | 0           | 1     |
| Iraq                            | Iraq                            | 1        | 0           | 1     |
| Laos                            | Laos                            | 1        | 0           | 1     |
| Pakistan                        | Pakistan                        | 1        | 0           | 1     |
| Sri Lanka                       | Sri Lanka                       | 1        | 0           | 1     |
| Xina                            | Hong Kong (RP Xina)             | 0        | 2           | 2     |
| Vietnam                         | Vietnam                         | 0        | 2           | 2     |
| Líban                           | Líban                           | 0        | 1           | 1     |
| Malàisia                        | Malàisia                        | 0        | 1           | 1     |
|                                 | Total Àsia                      | 14       | 12          | 26    |
| Nigèria                         | Nigèria                         | 1        | 2           | 3     |
| República Democràtica del Congo | República Democràtica del Congo | 1        | 1           | 2     |
| Burkina Faso                    | Burkina Faso                    | 1        | 0           | 1     |
| Cap Verd                        | Cap Verd                        | 1        | 0           | 1     |
| Costa d'Ivori                   | Costa d'Ivori                   | 1        | 0           | 1     |
| Ethiopia                        | Etiòpia                         | 1        | 0           | 1     |
| Ghana                           | Ghana                           | 1        | 0           | 1     |
| República de Guinea             | Guinea-Conakry                  | 1        | 0           | 1     |
| Kenya                           | Kenya                           | 1        | 0           | 1     |
| Madagascar                      | Madagascar                      | 1        | 0           | 1     |
| Mali                            | Mali                            | 1        | 0           | 1     |
| Maurici                         | Maurici                         | 1        | 0           | 1     |
| República Centreafricana        | República Centreafricana        | 1        | 0           | 1     |
| Sud-àfrica                      | Sud-àfrica                      | 1        | 0           | 1     |
| Sudan                           | Sudan                           | 1        | 0           | 1     |
| Tanzània                        | Tanzània                        | 1        | 0           | 1     |
| Moçambic                        | Moçambic                        | 0        | 2           | 2     |
| Angola                          | Angola                          | 0        | 1           | 1     |
| Camerun                         | Camerun                         | 0        | 1           | 1     |
| Egipte                          | Egipte                          | 0        | 1           | 1     |
| Lesotho                         | Lesotho                         | 0        | 1           | 1     |
| Senegal                         | Senegal                         | 0        | 1           | 1     |
| Uganda                          | Uganda                          | 0        | 1           | 1     |
|                                 | Total Àfrica                    | 16       | 11          | 27    |
| Austràlia                       | Austràlia                       | 1        | 1           | 2     |
| Nova Zelanda                    | Nova Zelanda                    | 1        | 1           | 2     |
| Papua Nova Guinea               | Papua Nova Guinea               | 1        | 0           | 1     |
| Tonga                           | Tonga                           | 1        | 0           | 1     |
|                                 | Total Oceania                   | 4        | 2           | 6     |
|                                 | TOTAL                           | 122      | 99          | 221   |

## Nombre de cardenals pelconsistorique van ser creats (des de 1973)
|                                  | Electors | No electors | Total |
| -------------------------------- | -------- | ----------- | ----- |
| Febrer 1983                      | 0        | 3           | 3     |
| Maig 1985                        | 0        | 5           | 5     |
| Juny 1988                        | 0        | 4           | 4     |
| Juny 1991                        | 0        | 6           | 6     |
| Novembre 1994                    | 1        | 4           | 5     |
| Febrer 1998                      | 3        | 5           | 8     |
| Febrer 2001                      | 4        | 12          | 16    |
| Octubre 2003                     | 8        | 11          | 19    |
| Cardenals creats per Joan Pau II | 16       | 50          | 66    |
| Març 2006                        | 4        | 7           | 11    |
| Novembre 2007                    | 10       | 7           | 17    |
| Novembre 2010                    | 9        | 8           | 17    |
| Febrer 2012                      | 12       | 7           | 19    |
| Novembre 2012                    | 5        | 1           | 6     |
| Cardenals creats per Benet XVI   | 40       | 30          | 70    |
| Febrer 2014                      | 15       | 2           | 17    |
| Febrer 2015                      | 12       | 7           | 19    |
| Novembre 2016                    | 13       | 3           | 16    |
| Juny 2017                        | 5        | 0           | 5     |
| Juny 2018                        | 11       | 2           | 13    |
| Octubre 2019                     | 10       | 3           | 13    |
| Cardenals creats per Francesc    | 66       | 17          | 83    |
| TOTAL                            | 122      | 97          | 219   |

## Esdeveniments recents que han modificat la composició del Col·legi Cardenalici
| Data       | Esdeveniment                                                                  | País                            | Nombre d'electors | Nombre de no electors | Nombre total de cardenals |
| ---------- | ----------------------------------------------------------------------------- | ------------------------------- | ----------------- | --------------------- | ------------------------- |
| 23/01/2013 | Mort del cardenal Józef Glemp                                                 | Polònia                         | 119               | 91                    | 210                       |
| 26/01/2013 | 80è aniversari del cardenal Javier Lozano Barragán                            | Mèxic                           | 118               | 92                    | 210                       |
| 07/02/2013 | Mort del cardenal Giovanni Cheli                                              | Itàlia                          | 118               | 91                    | 209                       |
| 23/02/2013 | Mort del cardenal Julien Ries                                                 | Bèlgica                         | 118               | 90                    | 208                       |
| 26/02/2013 | 80è aniversari del cardenal Lubomyr Husar, M.S.U.                             | Ucraïna                         | 117               | 91                    | 208                       |
| 28/02/2013 | Mort del cardenal Jean Honoré                                                 | França                          | 117               | 90                    | 207                       |
| 28/02/2013 | Sede vacante                                                                  |                                 | 117               | 90                    | 207                       |
| 05/03/2013 | 80è aniversari del cardenal Walter Kasper                                     | Alemanya                        | 116               | 91                    | 207                       |
| 13/03/2013 | Elecció a papa del cardenal Jorge Mario Bergoglio, S.J.                       | Argentina                       | 115               | 91                    | 206                       |
| 18/03/2013 | 80è aniversari del cardenal Severino Poletto                                  | Itàlia                          | 114               | 92                    | 206                       |
| 28/03/2012 | 80è aniversari del cardenal Juan Sandoval Íñiguez                             | Mèxic                           | 113               | 93                    | 206                       |
| 10/04/2013 | Mort del cardenal Lorenzo Antonetti                                           | Itàlia                          | 113               | 92                    | 205                       |
| 04/06/2013 | 80è aniversari del cardenal Godfried Danneels                                 | Bèlgica                         | 112               | 93                    | 205                       |
| 05/06/2013 | Mort del cardenal Stanislaw Nagy, S.C.I.                                      | Polònia                         | 112               | 92                    | 204                       |
| 19/07/2013 | Mort del cardenal Simon Ignatius Pimenta                                      | Índia                           | 112               | 91                    | 203                       |
| 28/07/2013 | Mort del cardenal Ersilio Tonini                                              | Itàlia                          | 112               | 90                    | 202                       |
| 29/08/2013 | Mort del cardenal Medardo Joseph Mazombwe                                     | Zàmbia                          | 112               | 89                    | 201                       |
| 05/09/2013 | 80è aniversari del cardenal Francisco Javier Errázuriz Ossa, I.Sch.           | Xile                            | 111               | 90                    | 201                       |
| 24/09/2013 | 80è aniversari del cardenal Raffaele Farina, S.D.B.                           | Itàlia                          | 110               | 91                    | 201                       |
| 19/10/2013 | 80è aniversari del cardenal Geraldo Majella Agnelo                            | Brasil                          | 109               | 92                    | 201                       |
| 11/11/2013 | Mort del cardenal Domenico Bartolucci                                         | Itàlia                          | 109               | 91                    | 200                       |
| 17/12/2013 | Mort del cardenal Ricard Maria Carles i Gordó                                 | Espanya                         | 109               | 90                    | 199                       |
| 25/12/2013 | 80è aniversari del cardenal Joachim Meisner                                   | Alemanya                        | 108               | 91                    | 199                       |
| 01/01/2014 | 80è aniversari del cardenal Raul Eduardo Vela Chiriboga                       | Equador                         | 107               | 92                    | 199                       |
| 30/01/2014 | 80è aniversari del cardenal Giovanni Battista Re                              | Itàlia                          | 106               | 93                    | 199                       |
| 22/02/2014 | Consistori de creació de dinou cardenals (16 electors i 3 no electors)        | Vaticà                          | 122               | 96                    | 218                       |
| 05/03/2014 | 80è aniversari del cardenal Jean-Baptiste Pham Minh Mân                       | Vietnam                         | 121               | 97                    | 218                       |
| 12/03/2014 | Mort del cardenal José da Cruz Policarpo                                      | Portugal                        | 120               | 97                    | 217                       |
| 14/03/2014 | 80è aniversari del cardenal Dionigi Tettamanzi                                | Itàlia                          | 119               | 98                    | 217                       |
| 09/04/2014 | Mort del cardenal Emmanuel III Karim Delly                                    | Iraq                            | 119               | 97                    | 216                       |
| 12/05/2014 | Mort del cardenal Marco Cé                                                    | Itàlia                          | 119               | 96                    | 215                       |
| 28/05/2014 | 80è aniversari del cardenal Francesco Monterisi                               | Itàlia                          | 118               | 97                    | 215                       |
| 02/06/2014 | Mort del cardenal Duraisamy Simon Lourdusamy                                  | Índia                           | 118               | 96                    | 214                       |
| 10/06/2014 | Mort del cardenal Bernard Agré                                                | Costa d'Ivori                   | 118               | 95                    | 213                       |
| 27/07/2014 | Mort del cardenal Francesco Marchisano                                        | Itàlia                          | 118               | 94                    | 212                       |
| 03/08/2014 | Mort del cardenal Edward Bede Clancy                                          | Austràlia                       | 118               | 93                    | 211                       |
| 08/08/2014 | 80è aniversari del cardenal Claudio Hummes, O.F.M.                            | Brasil                          | 117               | 94                    | 211                       |
| 20/08/2014 | Mort del cardenal Edmund Casimir Szoka                                        | Estats Units d'Amèrica          | 117               | 93                    | 210                       |
| 23/08/2014 | 80è aniversari del cardenal Carlos Amigo Vallejo, O.F.M.                      | Espanya                         | 116               | 94                    | 210                       |
| 01/09/2014 | 80è aniversari del cardenal Paolo Sardi                                       | Itàlia                          | 115               | 95                    | 210                       |
| 05/09/2014 | 80è aniversari del cardenal Paul Josef Cordes                                 | Alemanya                        | 114               | 96                    | 210                       |
| 23/09/2014 | 80è aniversari del cardenal Franc Rodé, C.M.                                  | Eslovènia                       | 113               | 97                    | 210                       |
| 02/12/2014 | 80è aniversari del cardenal Tarcisio Bertone, S.D.B.                          | Itàlia                          | 112               | 98                    | 210                       |
| 03/01/2015 | 80è aniversari del cardenal Giovanni Lajolo                                   | Itàlia                          | 111               | 99                    | 210                       |
| 03/01/2015 | Mort del cardenal Giovanni Lajolo S.J.                                        | Alemanya                        | 111               | 98                    | 209                       |
| 14/02/2015 | Consistori de creació de vint cardenals (15 electors i 5 no electors)         | Vaticà                          | 125               | 102                   | 227                       |
| 05/03/2015 | Mort del cardenal Edward Michael Egan                                         | Estats Units                    | 125               | 101                   | 226                       |
| 18/03/2015 | 80è aniversari del cardenal Antonios Naguib                                   | Egipte                          | 124               | 102                   | 226                       |
| 20/03/2015 | Renúncia del cardenal Keith O'Brien                                           | Escòcia                         | 123               | 103                   | 226                       |
| 08/04/2015 | Mort del cardenal Jean-Claude Turcotte                                        | Canadà                          | 122               | 103                   | 225                       |
| 14/04/2015 | Mort del cardenal Roberto Tucci                                               | Itàlia                          | 122               | 102                   | 224                       |
| 17/04/2015 | Mort del cardenal Francis George                                              | Estats Units                    | 121               | 102                   | 223                       |
| 19/04/2015 | 80è aniversari del cardenal Justin Francis Rigali                             | Estats Units                    | 120               | 103                   | 223                       |
| 29/04/2015 | Mort del cardenal Giovanni Canestri                                           | Itàlia                          | 120               | 102                   | 222                       |
| 10/07/2015 | Mort del cardenal Giacomo Biffi                                               | Itàlia                          | 120               | 101                   | 221                       |
| 23/07/2015 | Mort del cardenal William Wakefield Baum                                      | Estats Units                    | 120               | 100                   | 220                       |
| 17/08/2015 | Mort del cardenal László Paskai                                               | Hongria                         | 120               | 99                    | 219                       |
| 19/09/2015 | 80è aniversari del cardenal Velasio De Paolis, C.S.                           | Itàlia                          | 119               | 100                   | 219                       |
| 21/09/2015 | 80è aniversari del cardenal Santos Abril y Castelló                           | Espanya                         | 118               | 101                   | 219                       |
| 24/10/2015 | Mort del cardenal Ján Chryzostom Korec, S.J.                                  | Eslovàquia                      | 118               | 100                   | 218                       |
| 09/12/2015 | Mort del cardenal Julio Terrazas Sandoval                                     | Bolívia                         | 117               | 100                   | 217                       |
| 09/12/2015 | Mort del cardenal Carlo Furno                                                 | Itàlia                          | 117               | 99                    | 216                       |
| 27/02/2016 | 80è aniversari del cardenal Roger Michael Mahony                              | Estats Units                    | 116               | 100                   | 216                       |
| 31/03/2016 | Mort del cardenal Georges-Marie Cottier, O.P.                                 | Suïssa                          | 116               | 99                    | 215                       |
| 14/04/2016 | 80è aniversari del cardenal Ivan Dias                                         | Índia                           | 115               | 100                   | 215                       |
| 16/05/2016 | 80è aniversari del cardenal Karl Lehmann                                      | Alemanya                        | 114               | 101                   | 215                       |
| 16/05/2016 | Mort del cardenal Giovanni Coppa                                              | Itàlia                          | 114               | 100                   | 214                       |
| 26/05/2016 | Mort del cardenal Loris Francesco Capovilla                                   | Itàlia                          | 114               | 99                    | 213                       |
| 15/06/2016 | 80è aniversari del cardenal William Joseph Levada                             | EUA                             | 113               | 100                   | 215                       |
| 16/06/2016 | 80è aniversari del cardenal Anthony Olubunmi Okogie                           | Nigèria                         | 112               | 101                   | 213                       |
| 09/07/2016 | Mort del cardenal Silvano Piovanelli                                          | Itàlia                          | 112               | 100                   | 212                       |
| 02/08/2016 | Mort del cardenal Franciszek Macharski                                        | Polònia                         | 112               | 99                    | 211                       |
| 24/08/2016 | 80è aniversari del cardenal Antonio María Rouco Varela                        | Espanya                         | 111               | 100                   | 211                       |
| 18/10/2016 | 80è aniversari del cardenal Jaime Lucas Ortega y Alamino                      | CUB                             | 110               | 101                   | 211                       |
| 31/10/2016 | 80è aniversari del cardenal Nicolás de Jesús López Rodríguez                  | DOM                             | 109               | 102                   | 211                       |
| 18/11/2016 | 80è aniversari del cardenal Ennio Antonelli                                   | Itàlia                          | 108               | 103                   | 211                       |
| 19/11/2016 | Consistori de creació de disset cardenals (13 electors i 4 no electors)       | Vaticà                          | 121               | 107                   | 228                       |
| 28/11/2016 | 80è aniversari del cardenal Théodore-Adrien Sarr                              | Senegal                         | 120               | 108                   | 228                       |
| 14/12/2016 | Mort del cardenal Paulo Evaristo Arns                                         | Brasil                          | 120               | 107                   | 227                       |
| 13/01/2017 | Mort del cardenal Gilberto Agustoni                                           | Suïssa                          | 120               | 106                   | 226                       |
| 01/02/2017 | 80è aniversari del cardenal Audrys Juozas Bačkis                              | Lituània                        | 119               | 107                   | 226                       |
| 15/02/2017 | 80è aniversari del cardenal Raymundo Damasceno Assis                          | Brasil                          | 118               | 108                   | 226                       |
| 21/02/2017 | Mort del cardenal Desmond Connell                                             | Irlanda                         | 118               | 107                   | 225                       |
| 16/03/2017 | 80è aniversari del cardenal Attilio Nicora                                    | Itàlia                          | 117               | 108                   | 225                       |
| 18/03/2017 | Mort del cardenal Miloslav Vlk                                                | República Txeca                 | 117               | 107                   | 224                       |
| 23/03/2017 | Mort del cardenal William Henry Keeler                                        | Estats Units                    | 117               | 106                   | 223                       |
| 22/4/2017  | Morte del cardinale Attilio Nicora                                            | Itàlia                          | 117               | 105                   | 222                       |
| 29/4/2017  | 80è aniversari del cardenal Lluís Martínez Sistach                            | Espanya                         | 116               | 106                   | 222                       |
| 31/05/2017 | Mort del cardenal Lubomyr Husar                                               | Ucraïna                         | 116               | 105                   | 221                       |
| 10/06/2017 | Elecció com a vicedegà del cardenal Giovanni Battista Re                      | Itàlia                          | 116               | 105                   | 221                       |
| 20/06/2017 | Mort del cardenal Ivan Dias                                                   | Índia                           | 116               | 104                   | 220                       |
| 28/06/2017 | Consistori de creació de cinc cardenals                                       | Vaticà                          | 121               | 104                   | 225                       |
| 05/07/2017 | Mort del cardenal Joachim Meisner                                             | Alemanya                        | 121               | 103                   | 224                       |
| 05/08/2017 | Mort del cardenal Dionigi Tettamanzi                                          | Itàlia                          | 121               | 102                   | 223                       |
| 01/09/2017 | Mort del cardenal Cormac Murphy-O'Connor                                      | Anglaterra                      | 121               | 101                   | 222                       |
| 06/09/2017 | Mort del cardenal Carlo Caffarra                                              | Itàlia                          | 120               | 101                   | 221                       |
| 09/09/2017 | Mort del cardenal Velasio De Paolis                                           | Itàlia                          | 120               | 100                   | 220                       |
| 18/10/2017 | Mort del cardenal Ricardo Jamin Vidal                                         | Filipines                       | 120               | 99                    | 219                       |
| 12/11/2017 | Mort del cardenal Bernard Panafieu                                            | França                          | 120               | 98                    | 218                       |
| 19/11/2017 | Mort del cardenal Andrea Cordero Lanza di Montezemolo                         | Itàlia                          | 120               | 97                    | 217                       |
| 20/12/2017 | Mort del cardenal Bernard Francis Law                                         | Estats Units                    | 120               | 96                    | 216                       |
| 03/02/2018 | 80è aniversari del cardenal Antonio Maria Vegliò                              | Itàlia                          | 119               | 97                    | 216                       |
| 20/02/2018 | 80è aniversari del cardenal Paolo Romeo                                       | Itàlia                          | 118               | 98                    | 216                       |
| 06/03/2018 | 80è aniversari del cardenal Francesco Coccopalmerio                           | Itàlia                          | 117               | 99                    | 216                       |
| 11/03/2018 | Mort del cardenal Karl Lehmann                                                | Alemanya                        | 117               | 98                    | 215                       |
| 19/03/2018 | Mort del cardenal Keith O'Brien                                               | Escòcia                         | 117               | 97                    | 214                       |
| 29/03/2018 | 80è aniversari del cardenal Manuel Monteiro de Castro                         | Portugal                        | 116               | 98                    | 214                       |
| 01/04/2018 | 80è aniversari del cardenal Pierre Nguyễn Văn Nhơn                            | Vietnam                         | 115               | 99                    | 214                       |
| 17/05/2018 | Mort del cardenal Darío Castrillón Hoyos                                      | Colòmbia                        | 115               | 98                    | 213                       |
| 03/06/2018 | Mort del cardenal Miguel Obando Bravo                                         | Nicaragua                       | 115               | 97                    | 212                       |
| 08/06/2018 | 80è aniversari del cardenal Angelo Amato                                      | Itàlia                          | 114               | 98                    | 212                       |
| 28/06/2018 | Consistori de creació de catorze cardenals (11 electors i 3 no electors)      | Vaticà                          | 125               | 101                   | 226                       |
| 6/07/2018  | Mort del cardenal Jean-Louis Tauran                                           | França                          | 124               | 101                   | 225                       |
| 28/07/2018 | Renúncia del cardenal Theodore Edgar McCarrick als seus drets i prerrogatives | Estats Units                    | 124               | 100                   | 224                       |
| 24/01/2019 | Mort del cardenal Fernando Sebastián Aguilar                                  | Espanya                         | 124               | 99                    | 223                       |
| 30/01/2019 | 80è aniversari del cardenal Alberto Suárez Inda                               | Mèxic                           | 123               | 100                   | 223                       |
| 11/03/2019 | 80è aniversari del cardenal Orlando Quevedo                                   | Filipines                       | 122               | 101                   | 223                       |
| 14/03/2019 | Mort del cardenal Godfried Danneels                                           | Bèlgica                         | 122               | 100                   | 222                       |
| 08/04/2019 | 80è aniversari del cardenal Edwin Frederick O'Brien                           | Estats Units                    | 121               | 101                   | 222                       |
| 27/04/2019 | 80è aniversari del cardenal Stanisław Dziwisz                                 | Polònia                         | 120               | 102                   | 222                       |
| 12/05/2019 | Mort del cardenal Nasrallah Pedro Sfeir                                       | Líban                           | 120               | 101                   | 221                       |
| 05/06/2019 | Mort del cardenal Elio Sgreccia                                               | Itàlia                          | 120               | 100                   | 220                       |
| 13/07/2019 | Mort del cardenal Paolo Sardi                                                 | Itàlia                          | 120               | 99                    | 219                       |
| 21/07/2019 | Mort del cardenal José Manuel Estepa Llaurens                                 | Espanya                         | 120               | 98                    | 218                       |
| 26/07/2019 | Mort del cardenal Jaime Ortega Alamino                                        | Cuba                            | 120               | 97                    | 217                       |
| 31/07/2019 | 80è aniversari del cardenal John Tong Hon                                     | Hong Kong                       | 119               | 98                    | 217                       |
| 11/08/2019 | Mort del cardenal Sergio Obeso Rivera                                         | Mèxic                           | 119               | 97                    | 216                       |
| 16/08/2019 | 80è aniversari del cardenal Seán Baptist Brady                                | Irlanda                         | 118               | 98                    | 216                       |
| 29/08/2019 | Mort del Cardenal Achille Silvestrini                                         | Itàlia                          | 118               | 97                    | 215                       |
| 03/09/2019 | Mort del Cardenal José de Jesús Pimiento Rodríguez                            | Colòmbia                        | 118               | 96                    | 214                       |
| 04/09/2019 | Mort del Cardenal Roger Etchegaray                                            | França                          | 118               | 95                    | 213                       |
| 25/09/2019 | Mort del Cardenal William Joseph Levada                                       | Estats Units                    | 118               | 94                    | 212                       |
| 05/10/2019 | Consistori de creació de tretze cardenals (10 electors i 3 no electors)       | Vaticà                          | 128               | 97                    | 225                       |
| 07/10/2019 | 80è aniversari del cardenal Laurent Monsengwo Pasinya                         | República Democràtica del Congo | 127               | 98                    | 225                       |
| 09/10/2019 | Mort del cardenal Serafim Fernandes de Araújo                                 | Brasil                          | 127               | 97                    | 224                       |
| 11/10/2019 | 80è aniversari del cardenal Zenon Grocholewski                                | Polònia                         | 126               | 98                    | 224                       |
| 14/10/2019 | 80è aniversari del cardenal Edoardo Menichelli                                | Itàlia                          | 125               | 99                    | 224                       |
| 15/10/2019 | 80è aniversari del cardenal Telesphore Placidus Toppo                         | Índia                           | 124               | 100                   | 224                       |
| 21/12/2019 | Renúncia como degà del cardenal Angelo Sodano                                 | Itàlia                          | 124               | 100                   | 224                       |
| 30/12/2019 | Mort del cardenal Prosper Grech, O.S.A.                                       | Malta                           | 124               | 99                    | 223                       |
| 25/01/2020 | Elecció com a degà del cardenal Giovanni Battista Re                          | Itàlia                          | 124               | 99                    | 223                       |
| 25/01/2020 | Elecció com a vicedegà del cardenal Leonardo Sandri                           | Argentina                       | 124               | 99                    | 223                       |
| 25/02/2020 | 80è aniversari del cardenal Béchara Boutros Raï                               | Líban                           | 123               | 100                   | 223                       |
| 17/04/2020 | 80è aniversari del cardenal Agostino Vallini                                  | Itàlia                          | 122               | 101                   | 223                       |
| 12/05/2020 | Mort del cardenal Renato Corti                                                | Itàlia                          | 122               | 100                   | 222                       |
| 17/07/2020 | Mort del cardenal Zenon Grocholewski                                          | Polònia                         | 122               | 99                    | 221                       |
| 02/09/2020 | Mort del cardenal Adrianus Johannes Simonis                                   | Països Baixos                   | 122               | 98                    | 220                       |
| 05/09/2020 | Mort del cardenal Marian Jaworski                                             | Ucraïna                         | 122               | 97                    | 219                       |